# Павел Погребняк
Павел Викторович Погребняк е бивш руски футболист, играл на поста централен нападател.

## Кариера
Роден е на 8 ноември 1983 г. в Москва, Русия. Погребняк е юноша на Спартак Москва. През 2002 изиграва 2 мача за първия тим. В началото на 2003 е даден под наем на Балтика, където вкарва 15 гола в 40 мача. След като оставя добри впечатления в калининградския тим, Погребняк е върнат в Спартак. Изиграва 16 мача и вкарва 2 гола преди да бъде даден под наем на ФК Химки. През 2005 отново играе под наем, но този път в Шинник. На следващата година е купен от Том Томск. Със своите силни мачове за Том, Погребняк си спечелва място в националния отбор.
През ноември 2006 г. подписва тригодишен договор със Зенит Санкт Петербург. Става голмайстор в турнира за Купата на УЕФА с 11 гола, като оставя зад себе си Лука Тони от Байерн Мюнхен с 10 вкарани попадения, като заедно с Андрей Аршавин оформят мощно дуо, което помага на Зенит да спечели купата на УЕФА. Погребняк попада в списъка на Гуус Хидинк за Евро 2008, но е контрола със Сърбия получава тежка травма и е пропуска шампионата, както и почти целият остатък от сезона. На 1 август 2009 отива в Щутгарт. Дебютира седмица по-късно срещу Волфсбург. Въпреки големите надежди, Погребняк трудно се адаптира към немския футбол и губи мястото си в националния отбор. На 18 септември 2010 вкарва хеттрик на Борусия Мьонхенгладбах. На 31 януари 2012 преминава във Фулъм.
Още в дебюта си срещу Стоук Сити Павел се разписва, като така става първият руснак, вкарвал в дебюта си за английски отбор.. На 25 февруари вкарва на Куинс Парк Рейнджърс, а седмица по-късно нанизва хеттрик на Уувърхямптън. Въпреки силния си старт, скоро головата серия на Погребняк е прекъсната и след края на сезона напуска Фулъм като свободен агент.
През лятото на 2012 г. преминава в Рединг. Остава в отбора и след като изпадат от Премиършип.

## Успехи
- Носител на Купата на УЕФА (2008) с Зенит
- Шампион на Русия: (2007) с Зенит
- Носител на суперкупата на Русия – 2008